# Robert Stoltz
Robert Stoltz (10 augustus 1976) is een Zweedse voetballer (verdediger) die voor Djurgårdens IF uitkomt. 

## Carrière
- Lira BK (jeugd)
- 2003-2004: Bodens BK
- 2004-2005: Kalmar FF
- 2005-  nu : Djurgårdens IF